# San Joaquin Mountain
San Joaquin Mountain je hora na východě centrální části pohoří Sierra Nevada. Nachází se v Mono County a Madera County, na východě Kalifornie.
San Joaquin Mountain vystupuje ve vulkanické oblasti nad údolím Long Valley a pánví Mono Basin, 12 kilometrů severozápadně od lávového dómu Mammoth Mountain.
Leží východně od horské skupiny Ritter Range, jihovýchodně od jihovýchodní hranice Yosemitského národního parku a 12 kilometrů východně od nejvyššího vrcholu Yosemitského národního parku hory Mount Lyell.
San Joaquin Mountain náleží s nadmořskou výškou 3 526 metrů mezi třicet nejvyšších hor Kalifornie s prominencí vyšší než 500 metrů.